# Harald Jacobson (poet)
Fredrik Harald Jacobson, född 1 april 1863 i Göteborg, död 4 juni 1913 i Rom, var en svensk skald.

## Biografi
Föräldrar var grosshandlaren Johan Conrad Jacobson och Josefina Olivia Svensson. Jacobson blev 1882 student vid Uppsala universitet, där han 1891 avlade filosofie kandidatexamen. 
Han debuterade 1890 med diktsamlingen Solregn. Jacobson är en lyriker som till sin läggning i någon mån påminner om Bengt Lidner, med starka känslor och högstämd retorik. Samhällets missförhållanden, komplicerade känslostämningar och en hänförd dyrkan av särskilt Italiens sköna natur var huvudmotiv i hans diktning. Den visade samband med äldre svensk lyrik men kunde, på grund av formella ojämnheter, inte göra sig riktigt gällande.

### Enskilda dikter
- Sverige är mitt allt på jorden Finns på Wikisource.